# Deuxième circonscription de Laon (1928-1940)
Pour les articles homonymes, voir Deuxième circonscription de Laon.
La deuxième circonscription de Laon est une ancienne circonscription législative de l'Aisne sous la Troisième République de 1928 à 1940.

## Description géographique et démographique
La 2e circonscription de Laon regroupe la partie ouest de l'arrondissement de Laon. Elle était l'une des 7 circonscriptions législatives du département de l'Aisne.
Créée par la loi 21 juillet 1927, elle regroupait les divisions administratives suivantes : le canton d'Anizy-le-Château, le canton de Chauny, le canton de Coucy-le-Château-Auffrique, le canton de Crécy-sur-Serre et le canton de La Fère.
Elle est une recréation de la 2e circonscription de Laon dans les mêmes limites, supprimée par la loi du 12 juillet 1919,.
La circonscription disparaît de facto, le 10 juillet 1940, avec la fin de la Troisième République et les pleins pouvoirs confiés au maréchal Philippe Pétain.
Au lendemain de la Libération en 1944, elle est officiellement supprimée par l'ordonnance du 17 août 1945 au profit d'une représentation proportionnelle départementale pour l'élection constituante de 1945.

## Historique des députations
| Législature      | Début         | Fin            | Député         | Parti | Parti         | Observation                               |
| ---------------- | ------------- | -------------- | -------------- | ----- | ------------- | ----------------------------------------- |
| XIVe législature | 1er juin 1928 | 31 mai 1932    | Léon Accambray |       | Parti radical | Conseiller général de Chauny (1919-1932)  |
| XVe législature  | 1er juin 1932 | 31 mai 1936    | Marc Lengrand  |       | SFIO          | Commis d'architecte                       |
| XVIe législature | 1er juin 1936 | 9 juillet 1940 | Élie Bloncourt |       | SFIO          | Conseiller général de La Fère (1936-1940) |

## Historique des résultats

### Élections de 1928
Les élections législatives françaises de 1928 ont eu lieu les dimanches 22 et 29 avril 1928.
| Candidat       | Candidat        | Parti          | Premier tour | Premier tour | Second tour | Second tour |
| Candidat       | Candidat        | Parti          | Voix         | %            | Voix        | %           |
| -------------- | --------------- | -------------- | ------------ | ------------ | ----------- | ----------- |
|                | Léon Accambray  | PRRRS          | 6 866        | 40,54        | 9 435       | 55,71       |
|                | Lucien Lacambre | FR             | 4 625        | 27,31        | 6 904       | 40,77       |
|                | M. Bouxin       | Rép. de g.     | 2 640        | 15,59        | 8           | 0,05        |
|                | M. Maubant      | SFIO           | 1 408        | 8,31         | Retrait     | Retrait     |
|                | M. Mijeon       | PC             | 1 397        | 8,25         | 589         | 3,48        |
|                |                 |                |              |              |             |             |
| Inscrits       | Inscrits        | Inscrits       | 19 652       | 100,00       | 19 652      | 100,00      |
| Abstentions    | Abstentions     | Abstentions    | 2 452        | 12,48        | 2 556       | 13,01       |
| Votants        | Votants         | Votants        | 17 200       | 87,52        | 17 096      | 86,99       |
| Blancs et nuls | Blancs et nuls  | Blancs et nuls | 264          | 1,53         | 160         | 0,94        |
| Exprimés       | Exprimés        | Exprimés       | 16 936       | 98,47        | 16 936      | 99,06       |

### Élections de 1932
Les élections législatives françaises de 1932 ont eu lieu les dimanches 1er et 8 mai 1932.
| Candidat       | Candidat       | Parti          | Premier tour | Premier tour | Second tour | Second tour |
| Candidat       | Candidat       | Parti          | Voix         | %            | Voix        | %           |
| -------------- | -------------- | -------------- | ------------ | ------------ | ----------- | ----------- |
|                | M. Bergeron    | FR             | 5 448        | 31,82        | 6 978       | 41,11       |
|                | Marc Lengrand  | SFIO           | 5 171        | 30,20        | 9 467       | 55,77       |
|                | Léon Nanquette | PRRRS          | 5 072        | 29,62        | Retrait     | Retrait     |
|                | M. Migeon      | PCF            | 914          | 5,34         | 206         | 1,21        |
|                | M. Chacun      | -              | 517          | 3,02         | 325         | 1,91        |
|                |                |                |              |              |             |             |
| Inscrits       | Inscrits       | Inscrits       | 19 869       | 100,00       | 19 869      | 100,00      |
| Abstentions    | Abstentions    | Abstentions    | 2 517        | 12,67        | 2 683       | 13,50       |
| Votants        | Votants        | Votants        | 17 352       | 87,33        | 17 186      | 86,50       |
| Blancs et nuls | Blancs et nuls | Blancs et nuls | 230          | 1,33         | 210         | 1,22        |
| Exprimés       | Exprimés       | Exprimés       | 17 122       | 98,67        | 16 976      | 98,78       |

### Élections de 1936
Les élections législatives françaises de 1936 ont eu lieu les dimanches 26 avril et 3 mai 1936.
| Candidat       | Candidat         | Parti          | Premier tour | Premier tour | Second tour | Second tour |
| Candidat       | Candidat         | Parti          | Voix         | %            | Voix        | %           |
| -------------- | ---------------- | -------------- | ------------ | ------------ | ----------- | ----------- |
|                | Elie Bloncourt   | SFIO           | 5 643        | 34,12        | 10 128      | 61,47       |
|                | M. Bertrand      | FR             | 4 431        | 26,79        | 6 348       | 38,53       |
|                | M. Landry        | PRRRS          | 3 582        | 21,66        | Retrait     | Retrait     |
|                | Bertin Meirsmann | PC             | 2 104        | 12,72        | 30          | 0,18        |
|                | M. Renteux       | Rad. ind.      | 780          | 4,72         | 23          | 0,14        |
|                |                  |                |              |              |             |             |
| Inscrits       | Inscrits         | Inscrits       | 19 786       | 100,00       | 19 779      | 100,00      |
| Abstentions    | Abstentions      | Abstentions    | 2 809        | 14,20        | 2 801       | 14,16       |
| Votants        | Votants          | Votants        | 16 977       | 85,80        | 16 978      | 85,84       |
| Blancs et nuls | Blancs et nuls   | Blancs et nuls | 437          | 2,57         | 449         | 2,64        |
| Exprimés       | Exprimés         | Exprimés       | 16 540       | 97,43        | 16 529      | 97,36       |